# Саме Лимани Жарноски
Саме Лимани - Жарноски је македонски песник. Рођен је 1935. године у селу Жировница, а умро 28. јануара 2007. Завршио је учитељску школу. Радио је као наставник македонског језика у Жировници. Од 1971. године је члан Друштва писаца Македоније.